# Max Morlock

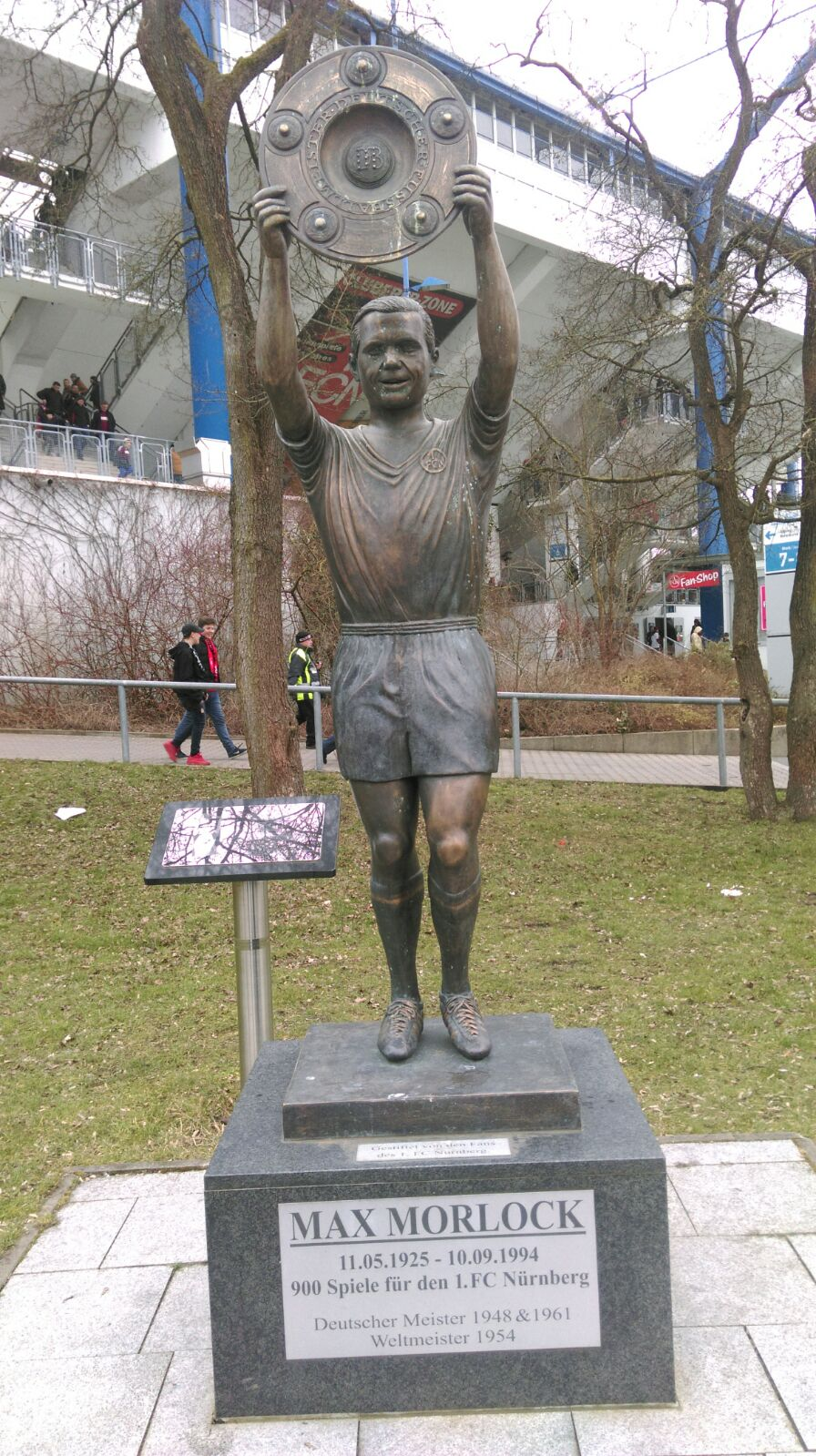
Estátua de Morlock.

Maximilian Wilhelm Morlock, mais conhecido como Max Morlock[carece de fontes?] (Nuremberga, 11 de maio de 1925 — Nuremberga, 10 de setembro de 1994), foi um futebolista alemão. Foi o meia-direita titular da seleção alemã-ocidental campeã da Copa do Mundo FIFA de 1954, a primeira do país, sendo fundamental à conquista especialmente por marcar dois gols na final - o primeiro dos alemães na vitória por 3-2, diminuindo ainda aos onze minutos o placar já aberto em 2-0 pela mágica Hungria. Morlock foi ainda o vice-artilheiro da competição, com seis gols, abaixo do húngaro Sándor Kocsis.
Ele também foi um símbolo de amor a um clube: o Nuremberg, de sua cidade natal. Foi o único time que defendeu, contabilizando cerca de setecentos gols em novecentos jogos, considerando-se todas as partidas que fez, defendendo a equipe dos 13 (ainda nos infantis) aos 39 anos. A dedicação fez com que Morlock, no auge da fama, recusasse ofertas de clubes da Espanha e da Itália. Na equipe adulta do Nuremberg, atuou de 1942 a 1964. Seu time foi o clube alemão-ocidental mais vezes campeão nacional até ser superado somente na década de 1980 pelo Bayern Munique,[carece de fontes?] só tendo vencido uma vez a Bundesliga após a aposentadoria de Morlock.

## Nuremberg
Morlock fez sua estreia no time adulto na temporada 1942-43 do campeonato alemão, na época regionalizado; a equipe venceu seu grupo, formado por equipes do norte da Baviera. Fez uma única partida, com o clube caindo no primeiro mata-mata, para o Mannheim, por 3-1.[carece de fontes?]
Na temporada 1943-44, o Nuremberg voltou a vencer a chave norte-bávara. Nos mata-matas nacionais, dessa vez eliminou o Mannheim, por 3-2. Alcançou as semifinais, onde foi derrotado pelo Dresdner, campeão e que adiante assegurou o bicampeonato seguido;[carece de fontes?] era o clube do artilheiro Helmut Schön, posteriormente técnico da Alemanha Ocidental campeã da Copa do Mundo FIFA de 1974. Morlock marcou dois gols nos quatro jogos em que realizou na fase nacional do certame, interrompido em 1944 e em 1945 em função da Segunda Guerra Mundial.[carece de fontes?]
No pós-Guerra, o Nuremberg foi realocado no Grupo Sul da chamada Oberliga, iniciada na temporada 1945-46. Nela, a equipe foi segunda colocada, a apenas um ponto abaixo do líder, o Stuttgart, único a avançar à fase nacional. Morlock, por sua vez, marcou 23 vezes em 30 jogos. Na temporada 1946-47, Morlock fez 26 gols em 33 jogos, e dessa vez seu clube liderou o grupo com treze pontos de vantagem sobre o segundo.[carece de fontes?]
Na temporada 1947-48, foram 30 gols em 34 partidas de Morlock pelo Grupo Sul, novamente liderado pelo Nuremberg, a oito pontos do vice Munique 1860. Foi a temporada em que a fase nacional foi retomada entre os vencedores regionais. O Nuremberg terminou campeão, derrotando por 2-1 na decisão o Kaiserslautern,[carece de fontes?] que viria a ser o clube-base da seleção campeã da Copa do Mundo FIFA de 1954, fornecendo cinco titulares - incluindo Fritz Walter.
Na temporada 1948-49, foram quinze gols em 30 jogos de Morlock no Grupo Sul, mas o Nuremberg decaiu para 11º de uma chave de dezesseis times. Na temporada subsequente, foram 8 gols em 23 partidas pelo grupo, com seu clube terminando em oitavo. Mas na de 1950-51 Morlock retomou a melhor forma, com 28 gols em 33 partidas,[carece de fontes?] sendo o artilheiro da chave. Nesse período, estreou ainda em novembro de 1950 pela seleção alemã-ocidental, na primeira partida do país - o jogo anterior havia sido em 1942, ainda em meio à Segunda Guerra e antes da subsequente divisão da Alemanha.[carece de fontes?]
Na fase nacional, porém, Morlock só marcou uma vez em seis jogos, e o Nuremberg terminou em segundo no quadrangular-semifinal, perdendo nos critérios de desempate para o Preußen Münster a vaga na decisão.[carece de fontes?] Na temporada 1951-52, foram 26 gols em 29 jogos de Morlock pelo grupo Sul, do qual foi novamente artilheiro, e seis em seis jogos da fase nacional, insuficientes para o Nuremberg avançar à decisão - no quadrangular-semifinal terminou um ponto abaixo do Saarbrücken.
O Nuremberg só voltou a disputar a fase nacional na temporada 1956-57, terminando respectivamente no Grupo Sul em oitavo na de 1952-53, em quarto na de 1953-54, em nono na de 1954-55 e em sétimo de 1955-56. Nessas quatro temporadas, Morlock, por sua vez, fez respectivamente no grupo 20 gols em 27 partidas; 18 em 26; 5 em 10; e 9 em 21. Na de 1956-57, foram 14 gols de Morlock em 27 jogos da fase grupal, com o Nuremberg voltando a lidera-la. Na fase nacional, porém, o time não venceu nenhuma das três partidas do quadrangular-semifinal, com Morlock marcando apenas uma vez nela.[carece de fontes?]
Na temporada 1957-58, foram 14 gols de Morlock em 24 jogos no Grupo Sul e um gol em duas partidas na fase nacional, na qual o Nuremberg ficou na segunda colocação no quadrangular-semifinal. Na de 1958-59, foram vinte gols em trinta partidas do artilheiro no grupo, mas o clube ficou apenas em terceiro. Na de 1959-60, foram cinco gols de Morlock em doze jogos do grupo, com o Nuremberg caindo para sexto.Em 1960-61, o ídolo fez treze gols em trinta partidas pelo grupo, que voltou a ser liderado pelo clube. Na fase nacional, Morlock somou cinco gol em sete partidas. O clube enfim superou o quadrangular-semifinal e na decisão derrotou por 3-0 o Borussia Dortmund. Ainda assim, o veterano foi eleito o futebolista do ano em seu país, na segunda vez em que a premiação ocorreu.[carece de fontes?]
Na temporada seguinte, a de 1961-62, Morlock marcou oito vezes em trinta partidas do Grupo Sul, no qual o Nuremberg classificou-se nos critérios de desempate em desfavor do Eintracht Frankfurt, vice-campeão da Liga dos Campeões da UEFA de 1959-60. Na fase nacional, Morlock marcou duas vezes em quatro partidas; o clube voltou a superar o quadrangular-semifinal, mas na decisão terminou derrotado pelo Colônia. Em paralelo, a equipe venceu a Copa da Alemanha Ocidental, vencendo por 2-1 o Fortuna Düsseldorf na decisão. Foi a terceira Copa do clube a primeira desde 1939, ainda antes da divisão do país; desde então, só foi ganha a da temporada 2006-07; a final anterior disputada pelo Nuremberg havia sido ainda em 1940.[carece de fontes?]
Na temporada 1962-63, Morlock só jogou quatro partidas do Grupo Sul, ainda assim marcando quatro vezes. O Nuremberg pôde avançar à fase nacional, mas ficou em segundo no quadrangular-semifinal, liderado pelo Colônia. A temporada seguinte foi marcada pelo novo formato do campeonato alemão-ocidental, a extinguir a divisão em grupos regionais e adotar a Bundesliga. A edição inaugural da Bundes foi a última temporada da carreira de Morlock. Marcou oito gols em 21 jogos. O Nuremberg terminou em nono.[carece de fontes?]
Desde que Morlock deixou de jogar, o Nuremberg só obteve um título alemão, na Bundesliga de 1967-68. Ainda assim, desconsiderando-se o campeonato da Alemanha Oriental, o Nuremberg segue como segundo maior campeão alemão, abaixo do Bayern Munique, que só veio a ultrapassa-lo na década de 1980.[carece de fontes?]

## Seleção
Morlock estreou pela seleção alemã-ocidental em 22 de novembro de 1950, em vitória por 1-0 sobre a Suíça em Stuttgart. Aquela foi a primeira partida realizada pela Alemanha Ocidental, e a única naquele ano; o jogo anterior da seleção alemã havia sido em 1942, ainda em meio à Segunda Guerra Mundial e antes da subsequente divisão da Alemanha.[carece de fontes?]
O meia-atacante tornou-se presença constante no Nationalelf nos anos seguintes. Em 1951, das seis partidas realizadas pela Alemanha Ocidental, Morlock jogou em três, marcando em cada partida. O primeiro gol veio em seu segundo jogo, em vitória por 2-0 sobre a Áustria em Viena em 23 de setembro, também marcando na derrota de 3-2 para a Irlanda em Dublin e os dois de vitória por 2-0 sobre a Turquia em Istambul[carece de fontes?]
Das seis partidas realizadas pela seleção em 1952, Morlock novamente esteve em três, marcando um gol na vitória por 5-1 sobre a Suíça em Augsburgo e outro em vitória por 3-2 sobre a Iugoslávia em Ludwigshafen, além de participar de empate em 2-2 com a Espanha em Madrid; das quatro de 1953, incluindo três pelas Eliminatórias da Copa do Mundo FIFA de 1954, Morlock esteve em todas.
O país não havia participado das eliminatórias para o mundial de 1950, tal como outras nações, em função da situação imediata ao pós-Segunda Guerra Mundial. Assim, o desempenho alemão nas eliminatórias seguintes, mesmo em um grupo-triangular com Noruega e o então independente Sarre (reanexado ao território alemão no final da década de 1950) não deixou de ser uma surpresa, ainda que explicada pelo fato do Campeonato Alemão de Futebol só ter sido na guerra interrompido em 1945 - preservando assim muitos jogadores que teriam idade para lutar. A Alemanha começou empatando em 1-1 com os noruegueses em Oslo e depois venceu todas as partidas seguintes, sempre com pelo menos três gols: 3-0 em Stuttgart no Sarre, 5-1 na Noruega em Hamburgo e, já em 28 de março de 1954, 3-1 no Sarre em Saarbrücken. O técnico oponente era Helmut Schön, posteriormente treinador da própria Alemanha Ocidental.
Morlock esteve em todas as partidas das eliminatórias, marcando dois gols cada nas três vitórias.[carece de fontes?] Apesar da surpresa pelo desempenho da Alemanha Ocidental nelas, mesmo derrotando a anfitriã Suíça na Basileia por 5-3 já em 24 de abril de 1954, ainda antes da Copa. Morlock marcou um dos gols.[carece de fontes?] Os alemães seguiram sem favoritismo mesmo estreando no mundial vencendo por 4-1 a Turquia. Morlock marcou o quarto gol,
aos 39 minutos do segundo tempo, mas foi retirado do jogo seguinte: o técnico Sepp Herberger entendeu que os alemães dificilmente bateriam a sensação Hungria e optou por escalar um time reserva para poupar os principais jogadores. Os magiares de fato golearam por 8-3, com o volante Horst Eckel atuando fora de sua posição habitual na vaga normal de Morlock; naquele mundial, cada grupo teria dois cabeças-de-chave, que não se enfrentariam. Por punição disciplinar à expulsão alemã em 1945 dos quadros da FIFA, a entidade delimitou que os cabeças do grupo formado também com a Coreia do Sul seriam Hungria e Turquia, forçando assim o jogo entre alemães e húngaros.
Morlock regressou para a partida seguinte, o jogo-desempate com a Turquia. A goleada alemã sobre os turcos dessa vez foi por 7-2, com o segundo gol adversário só ocorrendo a seis minutos do fim, com o jogo já em 7-1. Morlock fez o terceiro, o quarto e o sexto gol da Alemanha - o quarto foi o de número 400 da história das Copas do Mundo FIFA. Mesmo assim, os germânicos não eram considerados favoritos para a partida contra a Iugoslávia, já pelo mata-mata das quartas-de-final. O oponente era visto como uma seleção mais técnica e dominou o jogo inicialmente. Turek, aos 35 anos, foi descrito como o destaque do jogo. Mesmo quando não alcançava as bolas, teve sorte, com duas acertando a trave, e outras duas sendo salvas em cima da linha pelo defensor Werner Kohlmeyer. O placar foi aberto já aos 10 minutos de jogo, mas por um gol contra de Ivan Horvat. Os iugoslavos pressionaram bastante no decorrer da partida e só aos 41 minutos do segundo tempo a classificação alemã se assegurou, com o gol de Helmut Rahn finalizando o placar em 2-0, resultado considerado surpreendente contra o favoritismo adversário.
Na semifinal, a Alemanha Ocidental estava mais confiante, sabendo que a oponente Áustria havia sofrido cinco gols da Suíça, ainda que houvesse a eliminado por marcar sete. Após um primeiro tempo equilibrado, com vitória parcial por 1-0 da Nationalmannschaft, Morlock fez o segundo já aos 2 minutos de segundo tempo. A seleção vizinha diminuiu pouco depois, aos 7, com Erich Probst. Mas terminou derrotada por 6-1, prejudicada pelo nervosismo do seu goleiro, Walter Zeman, que não era o titular. A mídia enfim reconheceu as chances de título dos alemães, embora logo minoradas com a notícia posterior de que Ferenc Puskás, lesionado exatamente naquele duelo de 8-3, estaria apto para participar da decisão após ter se ausentado ao longo do torneio em função da lesão.
Na final, Morlock terminou como um dos maiores destaques do campeões. Inicialmente, porém, a Hungria abriu 2-0 ainda antes dos dez minutos. Mas ainda aos onze Morlock diminuiu. No lance, um chute de Rahn espirrou em Gyula Lóránt e a bola sobrou dentro da área húngara, com Morlock, de carrinho, antecipando-se à chegada do goleiro Gyula Grosics. Aos 18 minutos, a partida estava empatada. A virada do chamado "Milagre de Berna" veio aos 39 minutos do segundo tempo, com Rahn obtendo a posse de bola após disputa área conjunta entre Morlock, Ottmar Walter e os adversários Mihály Lantos e József Zakariás. Ainda aos 18 minutos de jogo, porém, a Alemanha já havia conseguido empatar, e aos 39 do segundo tempo conseguiu a virada para 3-2 descrita como "o milagre de Berna".
Após a Copa, Morlock defendeu a Alemanha Ocidental por mais oito vezes; curiosamente, foi derrotado nas seis primeiras delas, entre 26 de setembro de 1954 (2-0 para a Bélgica em Bruxelas) e 26 de maio de 1956 (3-1 para a Inglaterra em Berlim Ocidental). Nessas partidas, marcou um único gol, no revés de 3-1 para a Iugoslávia em Belgrado, em 1955. Após a derrota para os ingleses, ficou dois anos ausente da seleção, não sendo chamado à Copa do Mundo FIFA de 1958. Já após o mundial da Suécia, voltou a ser chamado, defendendo a seleção por mais duas vezes, ambas em dezembro: vitória por 3-0 sobre a Bulgária e uma nova derrota, de 2-1 para o Egito no Cairo, onde marcou pela última vez pelo país.[carece de fontes?]

## Títulos
Seleção da Alemanha Ocidental
- Copa do Mundo FIFA: 1954

1. FC Nürnberg
- Campeonato Alemão-Ocidental: 1948, 1961
- Grupo Norte-Bávaro do Campeonato Alemão: 1942-43, 1943-44
- Grupo Sul do Campeonato Alemão-Ocidental: 1946-47, 1947-48, 1950-51, 1956-57, 1960-61 e 1961-62 (Sul)
- Copa da Alemanha Ocidental: 1962

## Prêmios individuais
- Futebolista Alemão do Ano: 1961